# Torometopa saldanhae
Torometopa saldanhae is een vlokreeftensoort uit de familie van de Stenothoidae. De wetenschappelijke naam van de soort is voor het eerst geldig gepubliceerd in 2005 door Bellan-Santini.